# Chhota Chhindwara
Chhota Chhindwara (nota anche come Gotegaon) è una suddivisione dell'India, classificata come nagar panchayat, di 23.417 abitanti, situata nel distretto di Narsinghpur, nello stato federato del Madhya Pradesh. In base al numero di abitanti la città rientra nella classe III (da 20.000 a 49.999 abitanti).

## Geografia fisica
La città è situata a 23° 05' 27 N e 79° 28' 44 E.

## Società

### Evoluzione demografica
Al censimento del 2001 la popolazione di Chhota Chhindwara assommava a 23.417 persone, delle quali 12.119 maschi e 11.298 femmine. I bambini di età inferiore o uguale ai sei anni assommavano a 3.102, dei quali 1.590 maschi e 1.512 femmine. Infine, coloro che erano in grado di saper almeno leggere e scrivere erano 17.684, dei quali 9.803 maschi e 7.881 femmine.